# Kapuzinerkloster Cochem

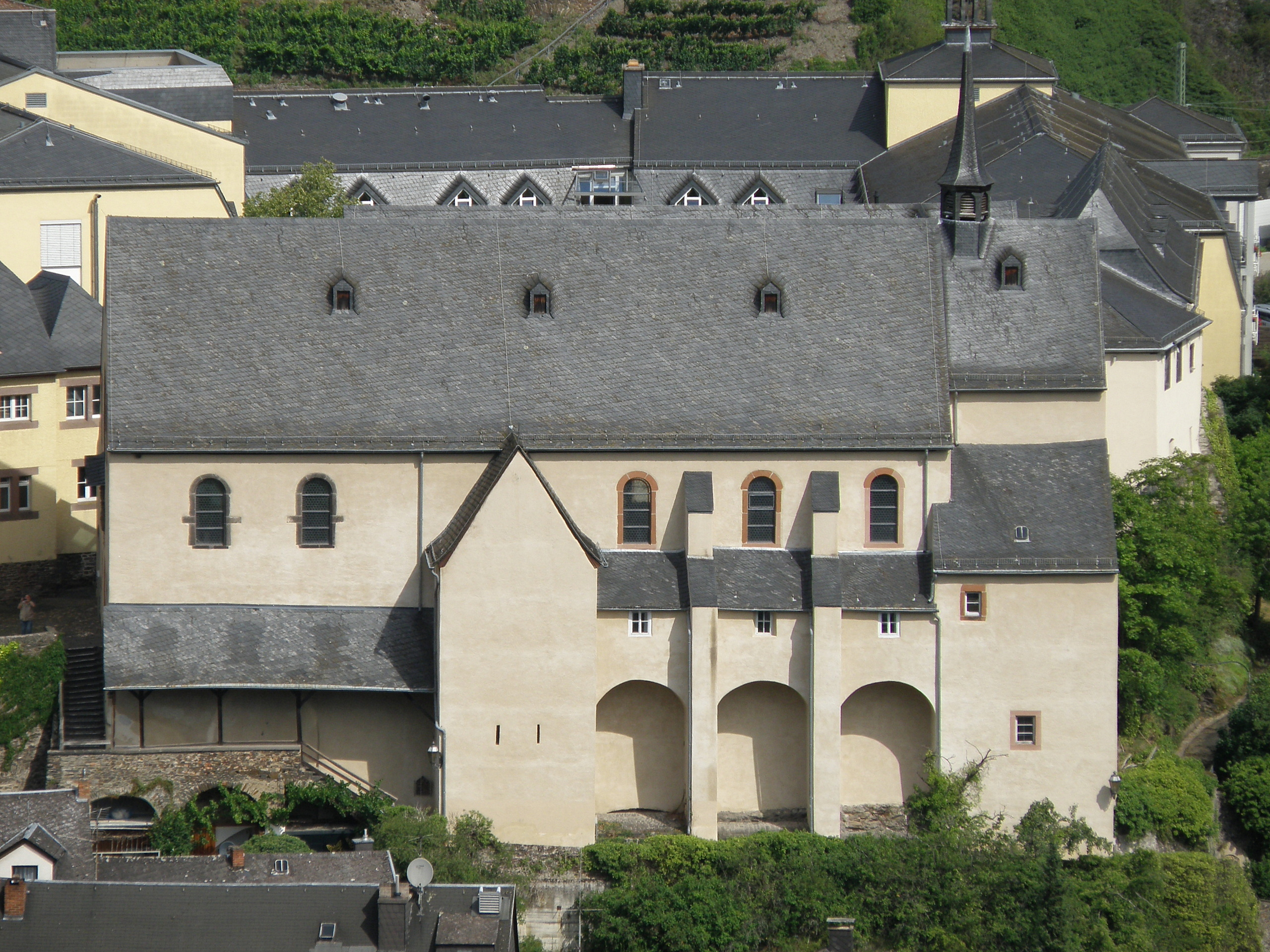
Kapuzinerkloster Cochem (2017). Die drei großen Bogennischen im Bild werden im Volksmund „Himmel, Hölle und Fegefeuer“ genannt.

Das Kapuzinerkloster Cochem ist ein ehemaliges Kloster in Cochem, dessen Gründung auf das Jahr 1623 datiert ist. Das Kloster, mit dessen Bau 1625 „auf Kempeln“ begonnen wurde, zählt zu den bedeutenden Sakralbauten der Barockzeit an der Mosel. Nach umfangreichen Sanierungs- und Umbauarbeiten wird die Anlage seit 2008 als „Kulturzentrum Kapuzinerkloster“ zu kulturellen, privaten oder öffentlichen Zwecken genutzt.

## Geschichte
Nachdem das Anwesen der Burg Kemplon an gleicher Stelle verlassen worden war und sich in Cochem eine Initiative zur Gründung eines Klosters gebildet hatte, wurde das Areal 1623 vom Trierer Kurfürsten Lothar von Metternich den Kapuzinern Vincenz von Vianden und Lucas von Maring (Guardian im Kapuzinerkloster Trier) nach Vermittlung durch Pater Cornelius von Enscheid als Geschenk übergeben. Noch im gleichen Jahr kamen die an das Areal angrenzenden Gärten der beiden Cochemer Witwen Magdalena geb. Wirtz und Elisabeth Sauermuß aus Andernach ebenfalls in Form einer Schenkung hinzu.
Als durch Spenden aus umliegenden Moseldörfern etwa 700 Gulden nebst Spenden einiger wohlhabender Bürger zusammengekommen waren, konnte der Bau des Klosters und der Kirche beginnen. Um das Gelände für Kloster- und Kirchenneubau einzuebnen, wurden der massive Rundturm der vormaligen Bug Kemplon und ein 8 Meter hoher Fels, auf dem der Turm stand, abgetragen.

## Bau des Klosters

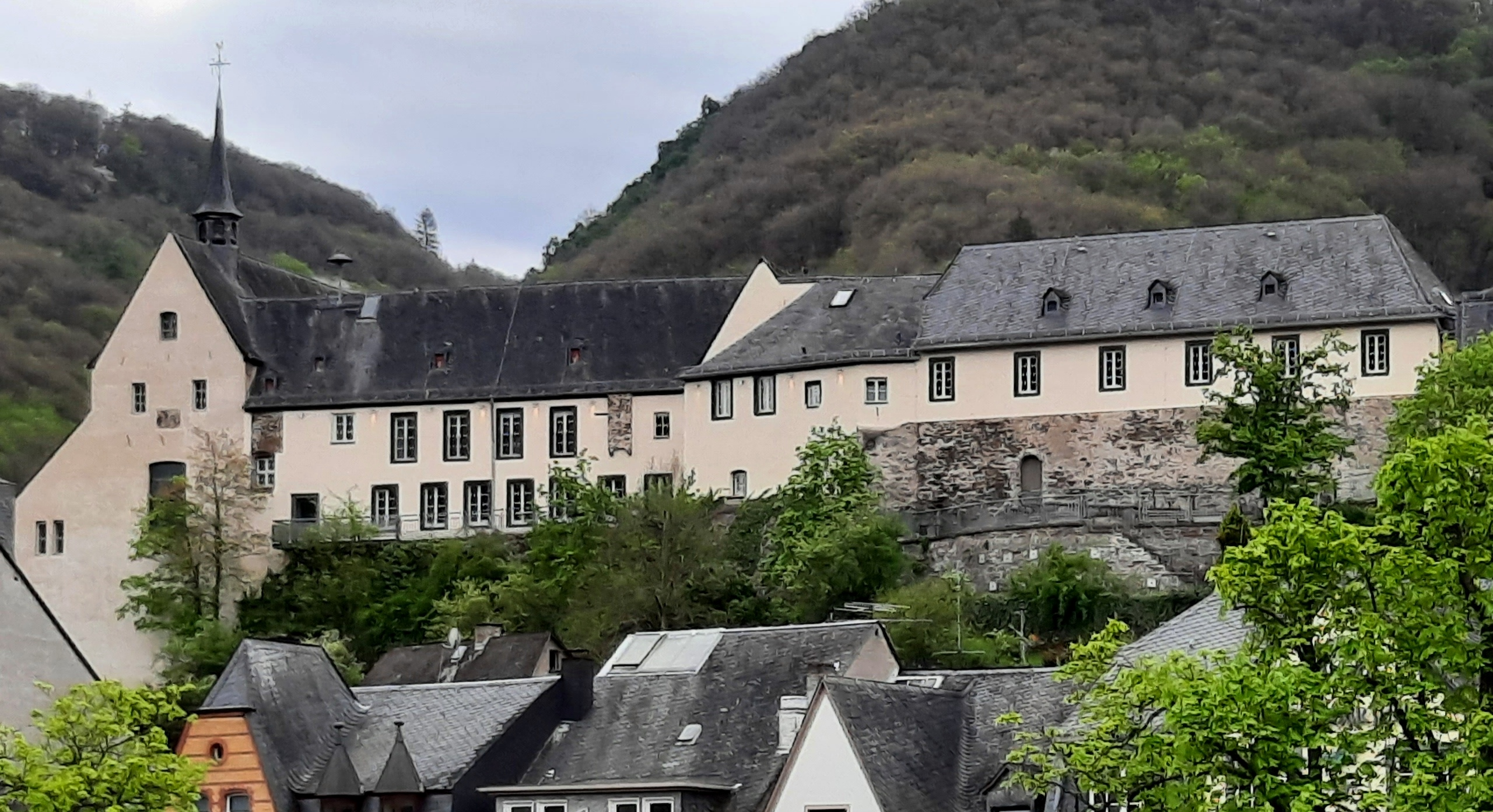
Kapuzinerkloster Cochem (Ostseite 2021)

Die Grundsteinlegung erfolgte 1625 im Auftrag des Kurfürsten Philipp Christoph von Sötern durch den Abt des Klosters Springiersbach Johann Eberhard von Deusternau, im Beisein des Zeller Amtmanns Peter Ernst von Metzenhausen. Danach begann der Bau der Klosterkirche und eines Krankensaals nach den Plänen des Architekten und Kapuziners Michael von Gent. Im Anschluss wurde um einen quadratischen Kreuzgang ein schlichter zweigeschossiger Zellen- bzw. Ostflügel zur Aufnahme eines Refektoriums, einer Küche und zweier Reihen von Klosterzellen im Obergeschoss, errichtet.
1626 musste der weitere Bau wegen Geldmangels vorübergehend eingestellt werden. Daraufhin erreichte Pater Vincenz von Vianden nach einer Ordenskonferenz und auf vorherige Nachfrage des Cochemer Superiors, dass die Eheleute Johann Jacob von Eltz-Kempenich und seine Gemahlin Maria Elisabeth, geborene von Metzenhausen, ihr Versprechen zur Gründung des Klosters gaben. Als Stifter des Klosters gaben sie zunächst 200 Reichstaler und einige Tage später nochmals in Form einer Zusage weitere 1000 Reichstaler.
Als Kirche, Krankensaal und Ostflügel 1628 fertiggestellt waren, mussten die weiteren Arbeiten zwischen 1632 und 1634 infolge von Belagerungen der Stadt Cochem durch spanische und schwedische Truppen ruhen. Nach der feierlichen Konsekration zweier Altäre und der Klosterkirche am 18. Juli 1635 auf den Namen St. Claudius Byzantinus durch den Trierer Weihbischof Otto von Senheim wurde noch der Nordflügel mit einer Pförtnerloge, zwei Sprechzimmern und einem Obergeschoss mit Gästezimmern errichtet. 1637 wurde der Klostergarten von einer Mauer umschlossen. 1753 wurde dem Ostflügel der Anlage an der Nordostecke des Klosters unter Nutzung der Stadtmauer ein Gästetrakt angefügt.

## Wirtschaftliche Verhältnisse
Die Brüder des Cochemer Kapuzinerklosters wurden sowohl beim Bau des Klosters als auch bei der Ausstattung im Wesentlichen durch Schenkungen aus adeligen Kreisen unterstützt. Dazu trugen maßgeblich die Familien von Metternich, Eltz-Kempenich, von Metzenhausen und Cratz von Scharffenstein bei. Zur weiteren Unterstützung kamen Bürgerspenden und Zuwendungen von Kirchengemeinden, u. a. aus dem Nachbarort Klotten und moselaufwärts gelegenen Orten bis hin nach Bernkastel-Kues. Da die aus etwa 20 Personen bestehende Klostergemeinschaft trotz weiterer Spenden wie Getreide und Lebensmittel noch immer nicht ausreichend versorgt war, nutzten die Brüder und Patres ihren umfangreichen Klostergarten zum Anbau weiterer Nahrungsmittel.
Weitere namentliche Spender (Auswahl)
- Johann Heinrich Stadtfeld, Abt vom Stift St. Lambrecht in der Steiermark und Reichsfürst, gab 200 Gulden, wovon ein Garten erworben wurde.[9]
- Dechant und Pastor Franz Friderici (Friedrich) von Ediger (wohl in Cochem geboren) schenkte 100 Gulden.[9]
- Anna-Margarethe Cratz von Scharffenstein,[15] Meisterin (Magistra) des Klosters Stuben, gab außer täglichen Geschenken 40 Reichstaler für ein Messgewand und einen Altarvorsatz, 11 Gulden für eine Albe, 50 Reichstaler für einen Speisekelch, 15 Reichstaler für Bücher, 40 für weiße Altartücher, dazu weitere 350 Reichstaler. Ferner verzichtete sie auf eine Forderung von 300 Gulden an das Kloster.[9]
- Nach dem Tod ihres Gatten Johann Jacob von Eltz-Kempenich schenkte Maria Elisabeth von Eltz-Kempenich dem Kloster noch eine aus dem Orient stammende Partikel des Heiligen Kreuzes.[2]

## Lateinschule
Zur Förderung des eigenen Nachwuchses und begabter männlicher Schüler aus Cochem unterhielt das Kloster seit 1627/28 eine Lateinschule mit gymnasialen Charakter. Der 1634 in Cochem als Martin Linius geborene Kapuziner Martin von Cochem, durch zahlreiche religiöse Schriften bekannt gewordener „Volksschriftsteller“, besuchte vermutlich zunächst diese Schule mindestens bis zum Abschluss der Artistenfakultät, wo er die Septem Artes liberales erlernte.
Ein weiterer bekannter Schüler der Cochemer Lateinschule war der 1774 in Cochem geborene spätere Kreisphysikus Johann Lambert Joseph Comes. Er besuchte die Schule bis 1790, wollte zunächst Theologe werden, entschied sich jedoch nach dem Einmarsch der Franzosen 1794 in Trier für ein Medizinstudium und wurde später Kreisarzt.

## Religiöses Wirken
Neben der Betreuung von Novizen betrieben die Patres theologische Studien und kümmerten sich in der Seelsorge außerdem um ihre Mitschwestern in den nahegelegenen Klöstern Stuben, Rosenthal und Engelport.

## Westportal der Klosterkirche

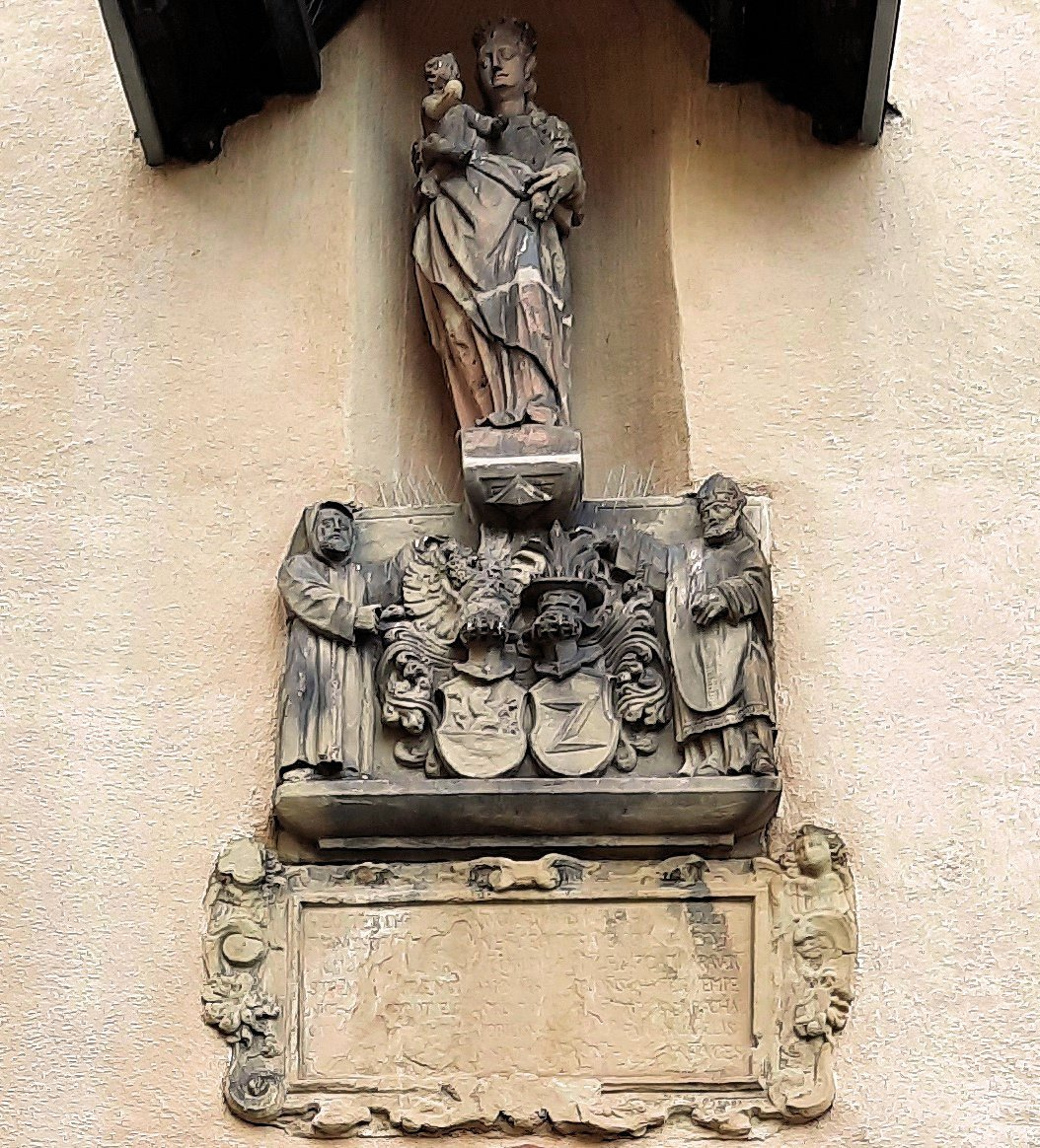
Wappen und Inschriftentafel

Über dem westlichen Eingangsportal der ehemaligen Klosterkirche des Kapuzinerklosters steht oben in einer Mauernische auf einem kleinen Sockel eine Marienfigur mit Kind. Darunter sind die Wappen des Stifterpaares Johann Jacob von Eltz-Kempenich (links) und das Wappen der Maria Elisabeth von Eltz, geborene von Metzenhausen, (rechts) angebracht. Gehalten werden die Wappen von den Kirchenpatronen Claudius und Franziskus.
Auf der darunter befindlichen Inschriftentafel aus grau-beigem Sandstein, die wohl noch aus der Gründungszeit des Klosters, d. h. aus der Zeit vor der Verlängerung des Kirchenschiffs in westlicher Richtung stammt, steht folgender Text in lateinischer Sprache:
DEO TER OPTIMO, S(ANCTAE) CRVCI, B(EATAE) M(ARIAE) VIRGINI, S. S. CLAVDIO ET FRANCISCO IN HONOREM HANC ECCLESIAM ET CONVENTVM SACRO ORDINI MINORVM CAPVCINORVM AEDIFICARI CVRAVERVNT STRENVVS ET PRAENOBILIS JOHANNES JACOB(VS) D(OMI)N(V)S AD ELZ-KEMPENICH ET IN HARDT, ELECTORIS TREVERENSIS ARCHIMARSCHALKVS, NEC NON PRAENOBILIS ET VIRTVOSA MARIA ELISABETTHA, DOMINA AD ELZ, NATA DE METZENHAVSEN, CO(N)JVGES 1627.
Dem dreifaltig besten Gott, dem heiligen Kreuz, der seligen Jungfrau Maria, den Heiligen Claudius und Franziskus zu Ehren ließen diese Kirche und das Kloster für den heiligen Orden der Kapuziner-Minderbrüder erbauen der tüchtige und hochedle Johannes Jakob Herr zu Elz-Kempenich und in Hardt, Erzmarschall des Kurfürsten von Trier, sowie die hochedle und tugendhafte Maria Elisabeth, Herrin zu Elz, geborene von Metzenhausen, Eheleute, 1627.

## Wasserversorgung

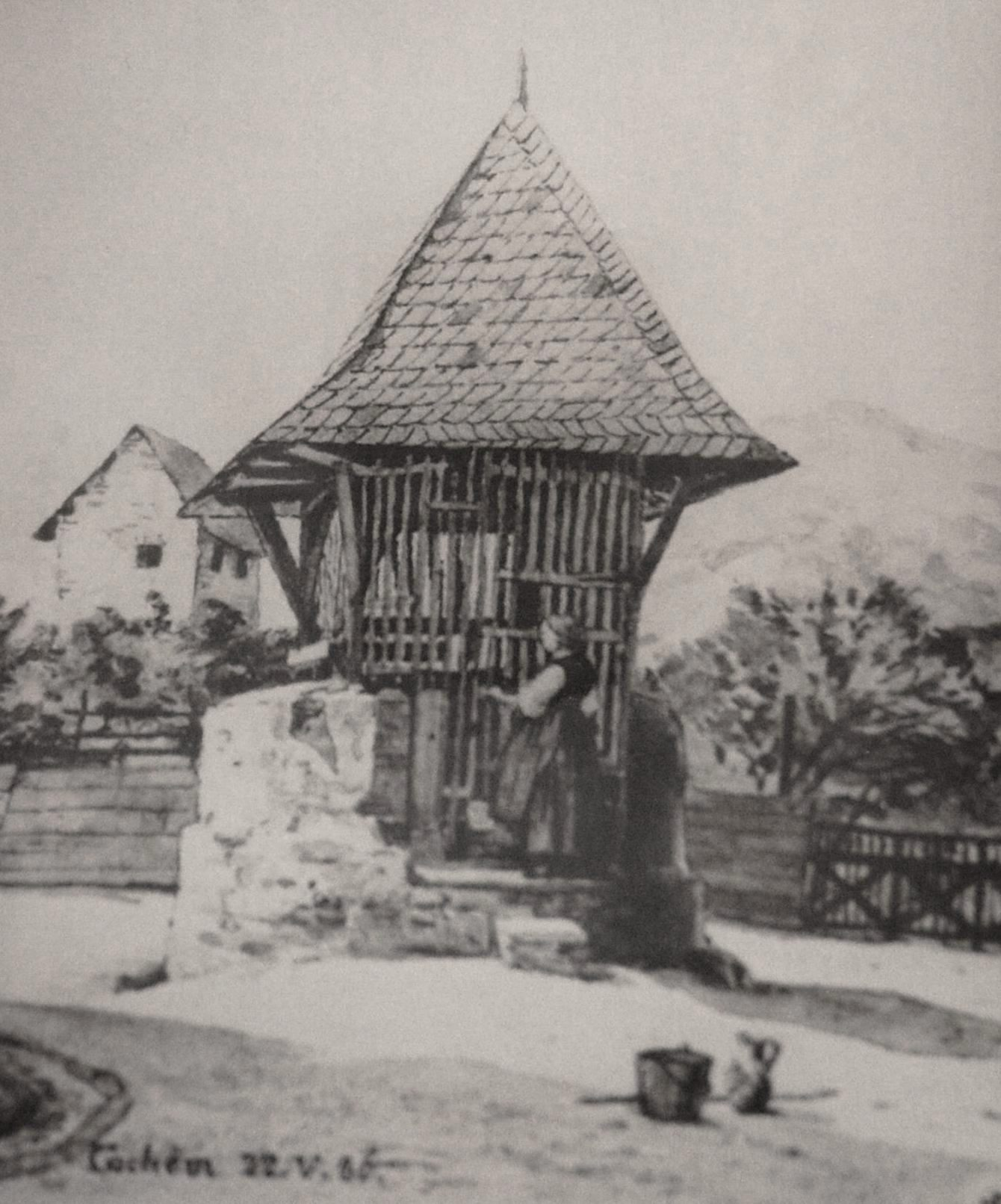
Ehemaliger Brunnen am Kapuzinerkloster in Cochem (Zeichnung Wilhelm Mörner 1886)

1684 wurde eine zur Wasserversorgung für das Kloster notwendige Quelle gefunden. Sie lag unweit des Klosters im Distrikt (bzw. in der Gemarkung) „Flain“ an der Kelberger Straße und auf Stadtgrund. Nach Besichtigung durch den Stadtrat, bestehend aus Bürgermeister Peter Franz, den Senatoren Johann Matthias Wirz, Johann Maas und Servatius Welsch, dem geistigen Vater des Klosters, wurde die Quelle dem Kloster als Geschenk übergeben. Als weitere Spende erhielt es Bäume aus dem Stadtwald, aus denen die Wasserröhren bis zum Kloster hergestellt wurden. Als diese Röhren später durchgefault waren, verlegte Laienbruder und Steinbauer Brixius 1712 eine neue steinerne Leitung, die von Trier gekommen war, bis zur Brunnenstube des Klosters. Bei Umbauarbeiten wurden 1998 eifelseitig unmittelbar vor dem Klostereingang Reste eines Brunnens und einer Zisterne entdeckt.

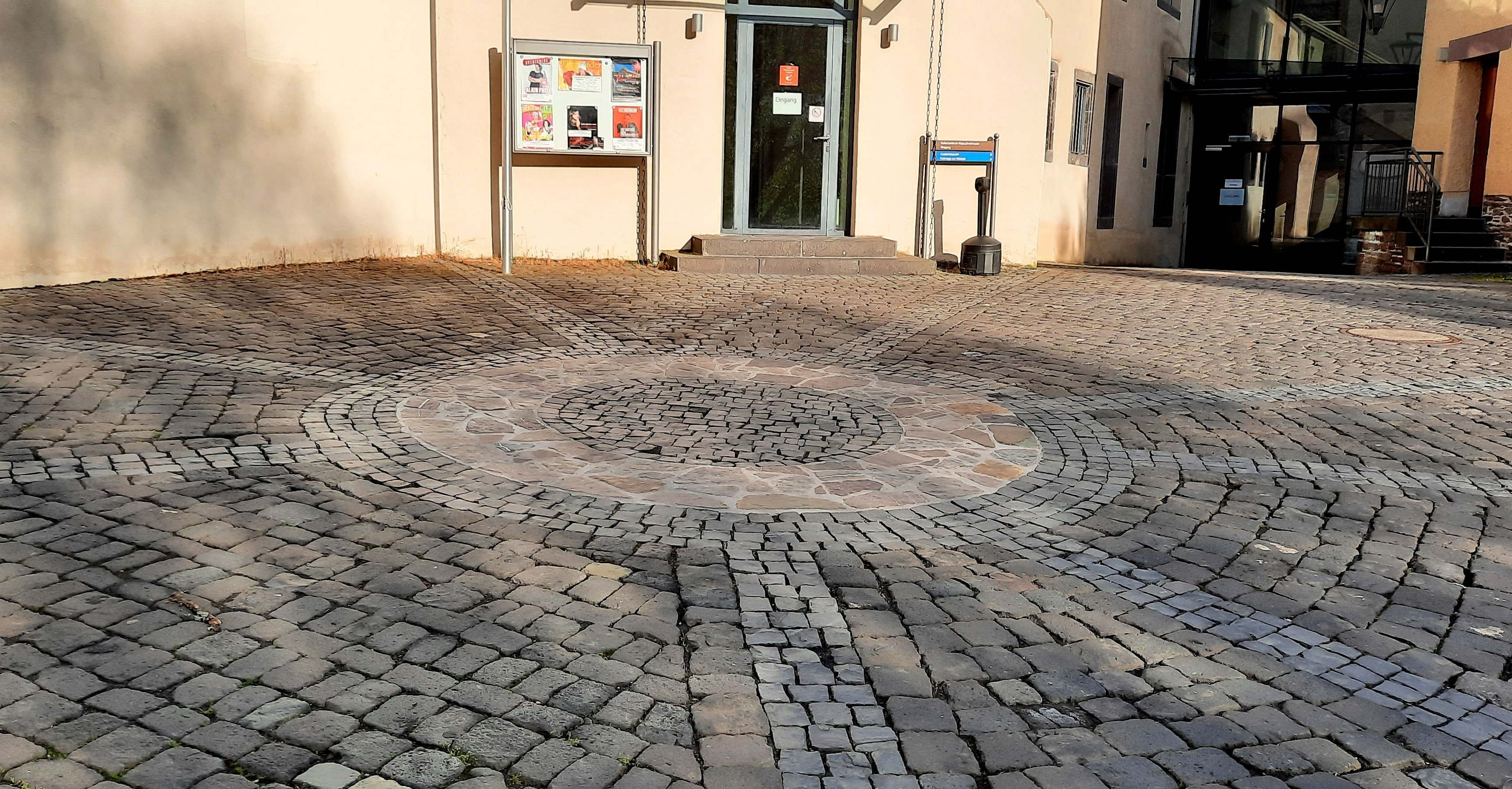
Markante Steinpflasterung am Kapuzinerkloster Cochem an Stelle eines vormaligen Brunnens

Nach einer Zeichnung von Wilhelm Mörner und Beschreibung von Ernst Wackenroder war dieser Brunnen in Bruchsteinen rund gefasst, möglicherweise 8 bis 12 m tief und von einem vierseitigen hölzernen Zeltdach überspannt. Es gilt als sicher, dass der Brunnen schon zur vormaligen, an gleicher Stelle stehenden Burgfeste Kemplon gehörte und nach Versiegen der Quelle durch den Zulauf aus der Flain gespeist wurde. Das Brunnenhaus wurde um das Jahr 1890 abgerissen, heute erinnert eine markante kreisrunde Steinpflasterung an den einstigen Ort des Brunnens.

## Pfälzischer Erbfolgekrieg
Nach der Zerstörung Cochems und der Reichsburg durch französische Truppen am 26. und 27. August 1689 als Folge des Pfälzischen Erbfolgekriegs wurde auch das Kloster in Teilen beschädigt und das Kirchendach durch einen Brand vollständig zerstört. Wie der kapuzinische Chronist Hierotheus Confluentinus später berichtete, wurden im Keller des Klosters Schutz suchende Kapuziner, Männer und Frauen niedergemacht.
Nachdem die Klosterkirche 1692 in westlicher Richtung um 30 Spannen, d. h. um 7,80 m auf insgesamt 29 m verlängert und die Schäden am Kloster repariert und ein Westflügel ergänzt worden waren, weihte Weihbischof Johann Peter Verhorst 1699 die Kirche erneut.

## Zugangsmöglichkeiten zum Kloster
- 1638 wurde eine Treppe, auch „Kapuzinertreppe“ genannt, von der Obergasse her und[23]
- 1659 eine Treppe, von der Pfarrkirche St. Martin ausgehend, zum Kloster angelegt.
- 1732 wurde eine bis dahin hölzerne, jedoch gänzliche verfallene Treppe, auch „Hinter Kempeln Treppe“ genannt, ausgehend vom Tal der Endert, durch eine steinerne Treppe ersetzt. Die Stadt Cochem spendete 16 Reichstaler. In Moselorten, auf dem Maifeld und der Eifel wurde das übrige Geld durch Geistliche und einen Pater zusammengebettelt. Es wurde, wie es hieß, „reichlich gegeben“.[4]

## Ausstattung der Klosterkirche
Die Kirche besaß einen breiten Hochaltar aus dem Jahr 1635 mit hell- und dunkelbraunen goldverzierten Fournierarbeiten. Daneben standen ab 1660  links und rechts die beiden in ähnlicher Art gefertigten Seitenaltäre. Der linke Seitenaltar enthielt ein Bild mit der Darstellung des sterbenden Franziskus und des hl. Bonaventura. Der rechte Seitenaltar zeigte eine Darstellung des hl. Antonius, der vom Jesuskind geliebkost wurde. Eine Marienkapelle war an der südlichen Langseite des Hauptchors der Kirche angebaut. Zentrales Element war ein Altar mit einer Pietà.
Um 1770 kam eine neue Kanzel als Geschenk hinzu, die vom Kreuzgang her zugänglich war. Zur Ausstattung der Kirche gehörten ferner ein freistehendes Weihwasserbecken, sieben eingebaute Beichtstühle und eine Empore mit schmuckloser Brüstung, getragen von zwei stark eingeschnürten Säulen aus dickem Vollholz. In einer Hostienbäckerei befand sich eine vermutete Falltür über einem Gang, der sicheren Angaben zufolge über eine Treppe mit der darunter liegenden Stadt verbunden war.

## Aufhebung des Klosters
Während der Franzosenzeit und der danach einsetzenden Säkularisation ab 1802 in den vier linksrheinischen Départements wurden klösterliche Gebäude, ebenso das Kapuzinerkloster in Cochem, zur Versteigerung angeboten. Diese Gelegenheit nutzte der Benediktiner Johann Heinrich Brühl, der seit 1805 Kantonspfarrer in Cochem war, und ersteigerte 1810 das Kapuzinerkloster, um es für die örtliche katholische Kirchengemeinde zu retten.

## Nutzung als Hospital, Volksschule, Gymnasium und Kirche
Nachdem Heinrich Brühl den Klosterkomplex erworben hatte, wurden darin 1810 ein Hospital und 1817 ein Gymnasium eingerichtet; statt des Gymnasiums war später dort die Volksschule untergebracht. Die Kirche wurde von der Pfarrgemeinde als zusätzliche Hilfskirche genutzt.

## Umbau
Nach einer Instandsetzung der Klosterkirche zwischen 1923 und 1928 erwarb die Stadt Cochem 1975 den ehemaligen Klosterkomplex und ließ ihn in insgesamt 3 Bauabschnitten zum heutigen Kulturzentrum Kapuzinerkloster mit einem Investitionsvolumen von etwa 5 Millionen Euro umbauen.

## Jugendclub
Zwischen November 1970 und der Mitte der 1980er-Jahre befand sich in einem Teil der nicht mehr genutzten alten Volksschule der „Club Junge Leute Heute“. Er war u. a. Treffpunkt für Jugendliche aller Konfessionen und wurde häufig für Veranstaltungen wie Konzerte von Bands aus Cochem und der Umgebung genutzt. 1974 hatte der Club neben vielen jugendlichen Gästen 161 feste Mitglieder.